# Camptopoeum ruber
Camptopoeum ruber är en biart som först beskrevs av Warncke 1987.  Camptopoeum ruber ingår i släktet Camptopoeum och familjen grävbin. Inga underarter finns listade.